# Gaetano Lapis
Gaetano Lapis detto il Carraccetto (Cagli, 13 agosto 1706 – Roma, 1º aprile 1773) è stato un pittore italiano.

## Biografia
Gaetano Francesco Leone Lapis, nacque a Cagli il 13 agosto 1706 da Filippo e Olimpia Orlandini di Cantiano, da un'agiata famiglia di commercianti di lana di origine veneta insediatasi in città almeno fin dal secolo precedente. Della formazione marchigiana di Gaetano Lapis nulla è dato sapere. Resta a testimonianza di tale periodo il Padre Eterno posto nel timpano dell'altare della Santa Casa di Loreto nella navata laterale sinistra della Basilica Concattedrale di Cagli.
Giovanissimo è, infatti, già a Roma dapprima, per poco tempo, presso il modesto pittore Cristoforo Creo e poco dopo nell'importante bottega di Sebastiano Conca.
Roma, nel XVIII secolo divenuta ormai principale polo di attrazione per gli artisti marchigiani, i quali avevano costituito nella città papale una colonia numerosa, particolarmente attiva dopo l'elezione al soglio pontificio di papa Clemente XI, l'urbinate Giovanni Francesco Albani.
Su questi primi anni Giovanni Gherardo De Rossi (che per primo stila nel 1787 la Vita di Gaetano Lapis pittore di Cagli) afferma, sul mensile romano Memorie per le Belle Arti, che il maestro Sebastiano Conca “affezionassi grandemente al nuovo scolaro ed incominciò a dirigerlo con amore benché vedesse che andava adottando uno stile totalmente da quella che lui teneva diverso”. Tale apprezzamento del maestro si traduce anche in una sorta di tutorato del cugino Giovanni Conca, nella cui casa Gaetano avrebbe vissuto i primi anni di apprendistato romano presso i Conca.
Infatti pur essendo considerato uno dei migliori allievi del Conca, il Lapis espresse tuttavia una personalità autonoma manifestando, fin dai primi saggi, un totalizzante interesse verso il "classicismo", che studiò riallacciandosi alle fonti seicentesche, soprattutto alla pittura dei bolognesi. Così costante era lo studio di questi ultimi che il pittore venne soprannominato, dagli stessi compagni di bottega, "il Carraccetto".
La biografia è redatta dal De' Rossi quando a Roma di Lapis si aveva buona memoria anche a causa della La nascita di Venere che egli aveva realizzata nel 1770 nel Palazzo Borghese in Campo Marzio su commissione del principe Marcantonio IV. Di quest'ultima opera, con la quale Lapis conclude il suo itinerario d'artista, Stella Rudolph ha scritto che “lasciò un segno durevole sull'evoluzione della pittura romana dell'ultimo quarto del Settecento come testimoniano Le nozze di Psiche e Cupido del 1775 e il Concilio degli Dei del 1782 dipinti dal Pecheux nel Palazzo Borghese e nel Casino di Villa Borghese, e ancora l'Olimpo raffigurato da Stefano Tofanelli nel 1790 sul soffitto della galleria nell'appartamento ormai neoclassico di palazzo Altieri”. Sulla vicenda di Lapis, la studiosa Rudolph, ritiene di affidarsi a Luigi Lanzi “il quale vedeva spessissimo proprio giusto e scrisse a proposito dell'artista che: ‘A Roma ne ha il Principe Borghese una Nascita di Venere dipinta in una volta con correzione di disegno e con grazia superiore di assai al nome che di lui rimane e niuno lo stimerà quanto merita, se non vede questo lavoro’”.
È curioso notare come, almeno allo stato attuale della conoscenza, la carriera artistica di Lapis si apre e si conclude con opere di carattere profano, mentre per la parte restante l'attività si concentra esclusivamente sui soggetti sacri.
Se da un alto non è chiaro come Lapis giunge, infine, nella bottega dei Conca (è stata ipotizzata la conoscenza grazie alla pala che Sebastiano nel 1720 dipinge per la Cattedrale di Cagli) certo è, come scrive nel 1994 Benedetta Montevecchi, che egli “esordisce, giovanissimo, con opere già mature, perfette nella loro algida ricercatezza che si mantiene immutata per tutto l'arco della sua attività”. In proposito si pensi ai dipinti d'esordio quali le tele con Storie della Gerusalemme Liberata, la Madonna della Neve datata 1730 e Il fatto d'armi sul ponte di Valiano del 1732-33.
L'interesse del giovane Lapis è racchiuso anche nel soprannome di “Carraccetto” che gli è assegnato nella bottega dei Conca e che certo indica lo studio e la ‘frequentazione’ dei grandi del secolo precedente con particolare riferimento ai maestri emiliani quali: Carracci, Reni, Domenichino.
Durante il suo percorso artistico ai modelli e composizioni derivati dai Conca, si affiancano infatti i modi dei grandi della pittura emiliana del Seicento, spesso offerti dalla rilettura proposta a Roma dal composto classicismo marattesco.
I principi del linguaggio pittorico del Lapis rimasero, dunque, sostanzialmente immutati durante tutto l'arco della sua attività: il tratto preciso, l'acutezza del disegno e della composizione hanno fatto sì che i contemporanei e gli storici successivi ne lodassero la qualità della pittura. Non del tutto gradita, a quanto pare, era la particolare cromia delle sue opere, fatta di accostamenti arditi e colori forti e vivaci che oggi, dopo l'ampia campagna di restauri promossa nella città di Cagli, può essere invece considerata uno dei pregi della sua pittura.
Il Lapis lavorò intensamente a Roma con commissioni di notevole prestigio, soprattutto religiose, ma è da ricordare anche La nascita di Venere, rara pittura di soggetto profano, eseguita per il palazzo di Marcantonio Borghese, che segna il punto di maggior avvicinamento del pittore alla poetica neoclassica. Nel 1739 il Lapis fu nominato tra i Virtuosi al Pantheon e nel 1741 divenne membro dell'Accademia di San Luca, ricoprendo vari incarichi tra i quali quello di "Direttore dei Forastieri". Nello stesso 1741 rivestì anche l'ufficio di "Direttore dell'Accademia o Scuola del Nudo in Campidoglio" istituita da papa Benedetto XIV.
Il pittore mantenne tuttavia strettissimi legami con la città natale, dove lasciò un nucleo di oltre trenta opere. Particolarmente evidenti sono i richiami al classicismo di matrice marattesca e bolognese nelle numerose tele che egli realizzò nelle chiese di Cagli. Imponente è poi il saggio di pittura murale che decora la volta della chiesa di Santa Chiara.
Notevole è anche la Madonna col Bambino, detta “della Misericordia”, venerata nella Chiesa Collegiata di Cantiano, paese confinante con la natìa Cagli, che diede i natali alla madre dell’artista.
De Rossi, nelle sue Memorie di belle arti del 1787, sottolinea che un giorno forse i meno esperti potranno confondere le opere lapisiane con quelle marattesche, ma non i più intelligenti che ravviseranno in quelle maggior diligenza, colorito più forte e panneggiamento più naturale.
Il pittore cagliese, sebbene alquanto trascurato dalla critica moderna, si rivela figura non trascurabile nel variegato e complesso mondo artistico che ebbe vita nella Roma del Settecento: Rosini, nella Storia della pittura italiana del 1847, lo definisce infatti pittore "di merito maggior della fama".
L'inventario redatto il 15 aprile 1773 nello studio del pittore in Roma, in via di Monserrato, dopo il decesso avvenuto il 1º aprile è quanto mai interessante. Nel pubblicarlo Olivier Michel offre una lucida disamina di un pittore il cui studio era ancora attivo prima della morte di cui non è stato ancora tracciato il novero completo degli allievi tra i quali figurano tuttavia con certezza: l'eugubino Giuseppe Reposati; il marchigiano Pasquale Ciaramponi che poi seguirà Pompeo Batoni; Antonio Cavallucci da Sermoneta destinato ad essere un maestro; lo svizzero Johann Melchior Wyrsch (Bouchs, 1732 - 1798).
La presenza di un nucleo rilevante di opere nella città di Cagli (che coprono l'intero itinerario di questo artista) ha permesso di promuovere a partire dal 1994 una mostra-itinerario permanente.
Questo consente di vedere le opere restaurate ed opportunamente illuminate, nella cornice architettonica ed ambientale per la quale furono pensate e dipinte.

## Mostre
- Gaetano Lapis. Le opere e i luoghi, mostra a cura di Alberto Mazzacchera e Benedetta Montevecchi Cagli, Palazzo del Seminario e otto Chiese cittadine, 28 ottobre 1994 - 15 gennaio 1995.
- Studi di Lapis. Modelletti e disegni inediti di Gaetano Lapis, mostra a cura di Alberto Mazzacchera e Lorenza Mochi Onori Cagli, Palazzo Berardi Mochi-Zamperoli, 5 aprile  15 giugno 2005.

## Opere

### Marche

#### Cagli
- Padre Eterno, opera giovanile, olio su tela, 85×116 cm, Cagli, Basilica Concattedrale di Cagli
- La caduta della manna, 1756, olio su tela, 205×260 cm, Cagli, Basilica Concattedrale di Cagli
- La comunione degli Apostoli, 1756, olio su tela, 205×260 cm, Cagli, Basilica Concattedrale di Cagli
- Morte di Sant'Andrea Avellino, 1758, olio su tela, 280×190 cm, Cagli, Basilica Concattedrale di Cagli
- San Michele Arcangelo, 1764, olio su tela, 250×165 cm, Cagli, Oratorio di San Giuseppe
- Miracolo di San Nicola da Bari, 1756, olio su tela, 233×145 cm, Cagli, Chiesa di San Nicolò
- Allegorie dei fasti di San Nicola da Bari, 1756, olii su tela (quattro ovali), 98×70 cm, Cagli, Chiesa di San Nicolò
- Madonna del Rosario e San Domenico, 1739, olio su tela, 250×150 cm, Cagli, Chiesa di San Nicolò
- Madonna della neve, 1730, olio su tela, 330×218 cm, Cagli, Chiesa di San Francesco
- Arcangelo Gabriele, olio su tela, 85×60 cm, Cagli, Chiesa di San Pietro
- La Vergine col Bambino e i Santi Pietro, Paolo e Scolastica, olio su tela, 225×165 cm, Cagli, Chiesa di San Pietro
- Morte di San Francesco Saverio, 1735, olio su tela, 307×157 cm, Cagli,Chiesa di San Filippo
- Estasi di San Filippo Neri, 1754, olio su tela, 306×156 cm, Cagli,Chiesa di San Filippo
- Gloria di Santa Chiara, 1754, affresco, 10×3,60 m, Cagli, Chiesa di Santa Chiara
- Santa Cecilia, Sant'Agnese, Sant'Orsola, Santa Barbara, Sant'Apollonia, Santa Margherita, olii su tela (sei dipinti), 175×106 cm (due ovali) 225×100 cm (quattro a cornice mistilinea), Cagli, Chiesa di Santa Chiara
- Presentazione al Tempio, 1745, olio su tela, 290×205 cm, Cagli, Chiesa di San Domenico
- Pietà, 1733 circa, olio su tela, 133×97 cm, Cagli, Deposito del Museo civico di Cagli

#### Cantiano
- Mater Misericordiae, olio su tela, 82×57 cm, Cantiano, Chiesa collegiata di San Giovanni Battista

#### Cingoli
- La Vergine con San Luigi di Francia e Santa Elisabetta d’Ungheria, olio su tela, 292×173 cm, Cingoli, Chiesa di San Giacomo Apostolo in Colle Luce

#### Fano
- Padre Carlo da Motrone, olio su tela, 136×98 cm, Fano, Quadreria della Fondazione Cassa di Risparmio di Fano

#### Fabriano
- Sacra Famiglia e anime purganti, olio su tela, 130×85 cm, Fabriano, Chiesa dell'Annunziata

#### Fossombrone
- Annunciazione, 1762, olio su tela, 320×215 cm, Fossombrone, Chiesa dell'Annunziata

#### Frontone
- Visione di Sant'Antonio da Padova (attr.), olio su tela, Frontone, Raccolta del Castello della Porta

#### Jesi
- Martirio di San Lorenzo, 1745, olio su tela, 450×255 cm, Jesi, Duomo

#### Sirolo
- Ultima cena, 1762, olio su tela, 338×176 cm ca., Sirolo, Chiesa di San Nicola di Bari

#### Urbino
- Battesimo di Clorinda, 1730 ca., olio su tela, 172×248 cm, Urbino, Galleria nazionale delle Marche
- Sogno di Tancredi, 1730 ca., olio su tela, 172×248 cm, Urbino, Galleria nazionale delle Marche
- Armida tenta di uccidere Rinaldo, 1730 ca., olio su tela, 172×248 cm, Urbino, Galleria nazionale delle Marche
- Armida trattiene Rinaldo, 1730 ca., olio su tela, 172×248 cm, Urbino, Galleria nazionale delle Marche
- Armida tenta di uccidersi, 1730 ca., olio su tela, 172×248 cm, Urbino, Galleria nazionale delle Marche

### Umbria

#### Gubbio
- San Francesco di Paola, 1734, olio su tela, 210×125 cm, Gubbio, Chiesa della Madonna del Prato
- Santa Lucia, olio su tela, 218×150 cm ca. Gubbio, Chiesa di Santa Lucia

#### Perugia
- Madonna con Bambino e Santi, 1762, olio su tela, 235×145 cm, Perugia, Oratorio di San Bernardino
- Estasi di San Giuseppe da Copertino, 1763, olio su tela, 350×208 cm ca., Perugia, già Chiesa di San Francesco al Prato

#### Spoleto
- La Crocifissione, olio su tela, 250×170 cm ca., Spoleto, Chiesa di San Filippo Neri (Spoleto)
- Presentazione al Tempio, 1764, olio su tela, 260×175 cm ca., Spoleto, Chiesa di San Filippo Neri (Spoleto)

### Lazio

#### Bagnoregio
- Madonna Immacolata e Sant'Andrea, 1759, olio su tela, 235×171 cm, Bagnoregio, Chiesa di San Bonaventura (Bagnoregio)

#### Frascati
- San Giuseppe Calasanzio, 1765, olio su tela, 370×200 cm, Frascati, Santuario della Madonna delle Scuole Pie di Frascati

#### Monte Porzio Catone
- Gloria di S. Antonino, olio su tela, 280×160 cm, Monte Porzio Catone, Oratorio di Sant'Antonino Martire

#### Roma
- San Cornelio papa tra le SS. Artemia e Januaria, 1737, olio su tela, 240×140 cm, Roma, Basilica dei Santi Celso e Giuliano in Banchi
- Maddalena, 1741 ca., olio su tela, 98x136 cm, Roma, Accademia nazionale di San Luca.
- San Camillo de Lellis in adorazione del Crocifisso, olio su tela, 220×144 cm, Roma, Chiesa di San Giovanni della Malva in Trastevere
- San Giovanni de Matha, 1750, olio su tela, 275×145 cm, Roma, Chiesa della Santissima Trinità degli Spagnoli (Roma)
- Martirio dei Santi Pietro e Marcellino, 1754, olio su tela, 460×270 cm, Roma, Chiesa dei Santi Marcellino e Pietro al Laterano
- Annunciazione, 1764, olio su tela, Roma, Chiesa della Santissima Annunziatina (Via Tor dei Conti, Rione Monti) fino al 1930-45 ca., poi Casa dei Cavalieri di Rodi
- Matrimonio mistico di Santa Caterina da Siena con i Santi Paolo, Domenico e Giovanni evangelista e re Davide, 1768-69, olio su tela, 430×245 cm, Roma, Chiesa di Santa Caterina da Siena (Roma)
- Gesù mostra il costato a Santa Caterina, 1769, olio su tela, 170×125 cm, Roma, Chiesa di Santa Caterina da Siena (Roma)
- Apparizione di Gesù a Santa Caterina, 1769, olio su tela, 170×125 cm, Roma, Chiesa di Santa Caterina da Siena (Roma)
- Euntes in mundum universum, predicate evangelum, 1770, olio su tela, Roma, Palazzo di Propaganda Fide, Museo Missionario di Propaganda Fide.
- Nascita di Venere (bozzetto), olio su tela, Roma, Gallerie nazionali d'arte antica in Palazzo Barberini.
- Nascita di Venere, 1771-72, olio su tela, Roma, Palazzo Borghese

### Toscana

#### Siena
- La battaglia di Ponte a Valiano, 1732-33, olio su tela, 154×213 cm, Siena, Musei Civici in Palazzo Pubblico (Siena)

## Stampe
- APERTO IL SEPOLCRO DI SAN FRANCESCO DI SALES DA COMMISSARJ, acquaforte (mm 439 x 627), incisione di Domenico Cunego (1724 o 1725 - 1803) e Camillo Tinti (1738-1796) da un dipinto di Gaetano Lapis, Roma, Istituto nazionale per la grafica, Fondo Corsini.
- SANCTUS LEO QUARTUS PONTIFEX MAXIMUS LEONINAE URBIS, bulino (mm 218 x 144) incisione di Pietro Leone Bombelli (1737 - 1809), da un disegno di Desiderio De Angelis (1743 - 1811) tratto da un dipinto di Gaetano Lapis, Roma, Istituto nazionale per la grafica, Fondo Corsini.